# 切爾哈夫卡河
切爾哈夫卡河（烏克蘭語：Черхавка），是烏克蘭的河流，位於該國西部，屬於比斯特里齊亞季斯梅尼齊卡河的左支流，流經利沃夫州，河道全長26公里，流域面積168平方公里。